# 새김아트
새김아트란 문자(文字), 회화(繪畵), 조각(彫刻)의 예술적 특성이 집약된, 전각을 "새김"기법으로 극대화하여 현대적으로 승화시킨 정고암의 창의적 종합예술이다. 새김예술에서 "새김"은 정신적, 물질적 새김을 의미한다.

## 발생
전각전문가 회정(褱亭) 정문경에게 전각의 기술과 예술관을 사사받은,
고암(古岩) 정병례가 자신의 작품활동을 ‘전각’에서 “전각예술”로 명명한다.(1992년)
전통전각의 사고관과 범위를 넘어선 “전각예술”이 서예학계와 대중에게서 “현대전각”으로 불리면서,
오히려 순수예술로서의 예술성과 발상‧표현의 자유로움이 격하되고
‘전각예술’이 ‘서예’장르로 예속되는 현상에 고착된다.
2006년 고암 정병례가 한국전각학회 이사, 서울예술대학‧인천가톨릭대 겸임교수를 역임하던 중;
전각에서의 각법과 인간의 근원적 행위의 하나인 ‘새김’행위는 전혀 다르며,
발생적 경위를 보아 ‘새김’행위가 ‘전각’보다 그 선위에 있다는 사실에 주목한다.
또한 중국의 전통예술로 분류되는 전각에 반발하여, 예술의 국가적 자주성을 확립한다는 차원에서
고암 정병례 스스로 ‘새김아트’를 창시,
그 이후 고암 정병례 외 다른 전각가들도 ‘새김’, ‘새김질’ 등의 단어를
전각, 조각 등 ‘새김’을 바탕으로 한 예술행위를 명명하는데 사용하고 있다.

## 요소
기존 전각과 비교하여 설명하자면;
소재 면에서 암석·광물 등에 칼로 요철을 구성하는 것과 달리
나무, 종이, 대지 등 다양한 소재를 활용하고 있으며,
규모 면에서도 기존 전각이 규정하던 방촌(方寸)의 크기에서 벗어나서
땅에 직접 글씨를 새기는 등의 퍼포먼스가 시행되는 등 크기를 제한하거나 하는 관점을 벗어나 있다.
기법에 있어서도 기존 동양미술의 수단인 붓과 전각도(刀) 등에서 벗어나서,
회화와 조소 등에 사용되는 도구들 전반에 대한 '새김'적 재탐구를 시도하고 사용한다.

## ‘새김’의 정신
위에서 언급했다시피; 전각에서의 각법과 인간의 근원적 행위의 하나인
‘새김’행위는 전혀 다르며, 발생적 경위를 보아 ‘새김’행위가 ‘전각’보다 그 선위에 있다.
또한 ‘새김’의 의미는 단순히 물질적 새김만이 아닌;
개인 사유에서는 ‘기억하다’, ‘이해하다’, ‘명심하다’라는 의미와 상통하며,
사회공동체 안에서의 관계 맺는 ‘만나다’, ‘사귀다’와 의미적 어원을 같이 하고있다.
즉, ‘새김’을 통한 창작물만을 중시하는 것이 아닌,
‘새김’행위 자체와 그 순간에서 일어나는 인간 사유의 변화,
외부세계(타인, 유기체와 자연, 그 외 모든 것)와의 소통이 “새김아트”의 근본정신이라고 할 수 있다.

## 대표작품
- 2010 MBC 방송연예대상 통합이미지 원작(2010作)

- 2010 서울드라마어워즈 예술 원작(2010作)

- 세종대왕(LED, 2009作)

- 2008 베이징 올림픽 방송용 타이틀(2008作)

반기문 UN총장 직인(2006作)

## 관련 분야
- 서예
- 전각

## 관련 인물
- 회정 정문경,고암 정병례, 반기문 UN총장